# Talje-hofte forhold
Talje-hofte forholdet, talje-hofte målet, æble-pære indekset (talje-hofte ratio (anglicisme), THR) er en måde at beskrive forholdet mellem talje- og hoftevidden. Forholdet måler proportionen af fedt deponeret forskellige stedet på kroppen. Der er også kraftige indicer på at nogle bestemte mål opfattes som specielt attraktive hos det modsatte køn og for kvinder indikere en mærkbar højere frugtbarhed.

## Tiltrækning
Forholdet og dets betydning blev første gang forslået af evolutions psykolog Devendra Singh ved universitetet i Austin,Texas i 1993.
Devendra Singh analyserede billederne af en stor mængde Miss America og Playboy-modeller, specielt "playmate of the month" for årene 1955 til 1990. 
Devendra Singh fandt at hvor modellerne varierede i højde, vægt, hårfarve og de fleste andre parametre, lå de alle inden for et forholdsvist snæver THR-interval på omkring 0,7 og under. Hun fik efterfølgende 700 mænd til at give deres vurdering af den relative tiltrækningsværd af en række gennemsnitlige kvinder med forskellige THR. Hun fandt at modellerne fra Miss America og Playboy, udvalgt efter deres smukke udseende, konsekvent havde en lavere THR end gennemsnitskvinden og at mændene generelt vurderede kvinder med lavere THR som mere tiltrækkende.
En THR på 0,7 – som modellerne lå omkring, beskriver en krop hvor taljen har en omkreds på 70% af hoften – er samtidigt den klassiske timeglas-form. Så forskellige skønhedsidealer som Marilyn Monroe, Sophia Loren, Kelly Brook, Alessandra Ambrosio og endda Venus fra Milo har alle en ration på omkring 0,7, selv om de har forskellig vægt, højde, hud/hårfarve osv.
Generelt set er en talje-hofte ratio i området 0,67 til 1,18 attraktiv for kvinder. Tilsvarende er en talje-hofte ratio i området 0,8 til 1,0 for mænd tiltrækkende på kvinder, om end ratioen er mindre betydningsfuld for kvinder end for mænd og kvinder satte mere pris på brede skuldre. Kvinder syntes altså mere tiltrækkende hvis de har en mere kurvet timeglasformet figur, hvor mænd syntes mere tiltrækkende med en mere lige figur.
Samtidig har undersøgelser vist at kvinder med en lav talje-hofte-forhold generelt er mere frugtbare end kvinder med en højere ratio. Et studie af fertilitetsoptegnelser har vist at kvinder med en forhold på 0,7 har en 30% større chance for at undfange end kvinder med en mere maskulin forhold på 0,8.

## Helbred
En talje-hofte forhold på 0,7 for kvinder og 0,9 for mænd har vist sig at være tæt forbundet med en generel god helbredstilstand og høj fertilitet. Kvinder omkring 0,7 har den optimale mængde af det kvindelige kønshormon østrogen og er mere modstandsdygtige over for alvorlige og almindelige sygdomme som f.eks. sukkersyge, hjerteproblemer og kræft i æggestokkene.
Mænd med en THR på omkring 0,9 har ligeledes vist sig at være mere sunde og fertile og mindre tilbøjelige til at få prostatakræft og testikelkræft. 
Talje-hofte forholdet beskriver størrelsen af en persons fedtdepoter og hvor på kroppen de er gemt. Det er af stor betydning om fedtdepoterne er fordelt omkring maven, hvilket giver en "æbleformet" figur der medfører en betydelig forhøjet risiko for diabetes og forskellige hjerte-kar sygdomme, eller om fedtdepoterne er fordelt omkring hofterne, hvilket giver en "pæreformet" figur og ikke giver speciel forhøjet risiko for sygdomme. THR skal være under 0,8 for kvinder og under 1,0 for mænd. Højere tal betyder at der er for meget fedt omkring maven.

## Kunstig ændring
Mange metoder har igennem tiden været brugt på at ændre en persons talje-hofte forholdet. F.eks. korsetter for at reducere taljebredden og balde- og hoftepolstring som bruges af nogle transpersoner for at give illusionen af forøgede balder og bredere hofter.

### Andre
- Body Weight, Waist-to-Hip Ratio, "Breasts, and Hips: Role in Judgments of Female Attractiveness and Desirability for Relationships Arkiveret 7. november 2011 hos  Wayback Machine